# Wisdom (EP)
A Wisdom EP a magyar Wisdom zenekar első stúdiófelvétele, mely 2004. június elején jelent meg Magyarországon a Music Works Records gondozásában. A hazai metal magazin, a HammerWorld mellékleteként került forgalomba, mellyel az első ilyen jellegű kiadvány lett Magyarországon.

## Története

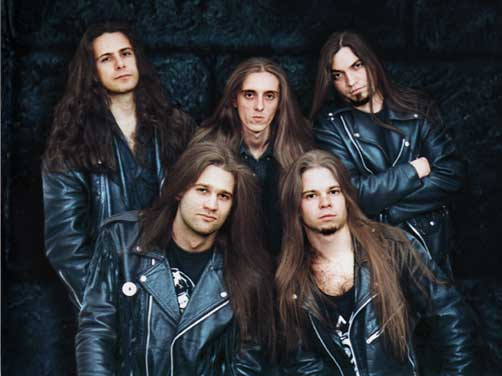
Wisdom – Hornyák Balázzsal

A Wisdom felállása akkoriban a következő volt: Nachladal István (ének), Molnár Máté (basszusgitár), Kovács Gábor (gitár), Galambos Zsolt (gitár) és Hornyák Balázs (dob). Balázs még 2003 decemberében feldobolta a dalokat, azonban az eltérő távlati célok miatt már a lemez megjelenése előtt elhagyta a zenekart. Czébely Csaba érkezett a helyére, és végül az ő fotója került be a bookletbe is, annak ellenére, hogy nem ő játszik a felvételen.
A rögzítésre került 7 dal eredetileg csak promóciós felvételnek készült, és az anyag eljutott a hazai nagy metal kiadó, a Hammer Records vezetőihez is. Végül az a megállapodás született, hogy 4 dal kiadásra kerül, a maradék három pedig az első Wisdom nagylemez része lesz majd. A négy kiválasztott dal végül a Hammer Records részlege, a Music Works Records gondozásában jelent meg 2004. június elején, Magyarországon.
A dalok zenéjét Kovács Gábor írta, aki akkori zenekara, a Defender mellett kezdetben csak projectként kezelte a Wisdom-ot, ezért itt kötetlenebbül, spontánabban alkothatott. Molnár Máté volt a felelős a szövegekért, melyek ekkor még nem tudatosan a Wisdom világához kapcsolható témákat jártak körbe, viszont máig megállják a helyüket a többi dalszöveg mellett. Az egyik rögzített dal, a "Masquerade" szövege eredetileg a motorozásról szólt, mely a zenekar akkori támogatója, a Wild motoros magazin ihletésére született. Később újra fel lett véve, és a zenekar koncepciójához illeszkedő témára átírt szöveggel, a Words Of Wisdom című bemutatkozó nagylemezen jelent meg.

## Lemezcím és borító

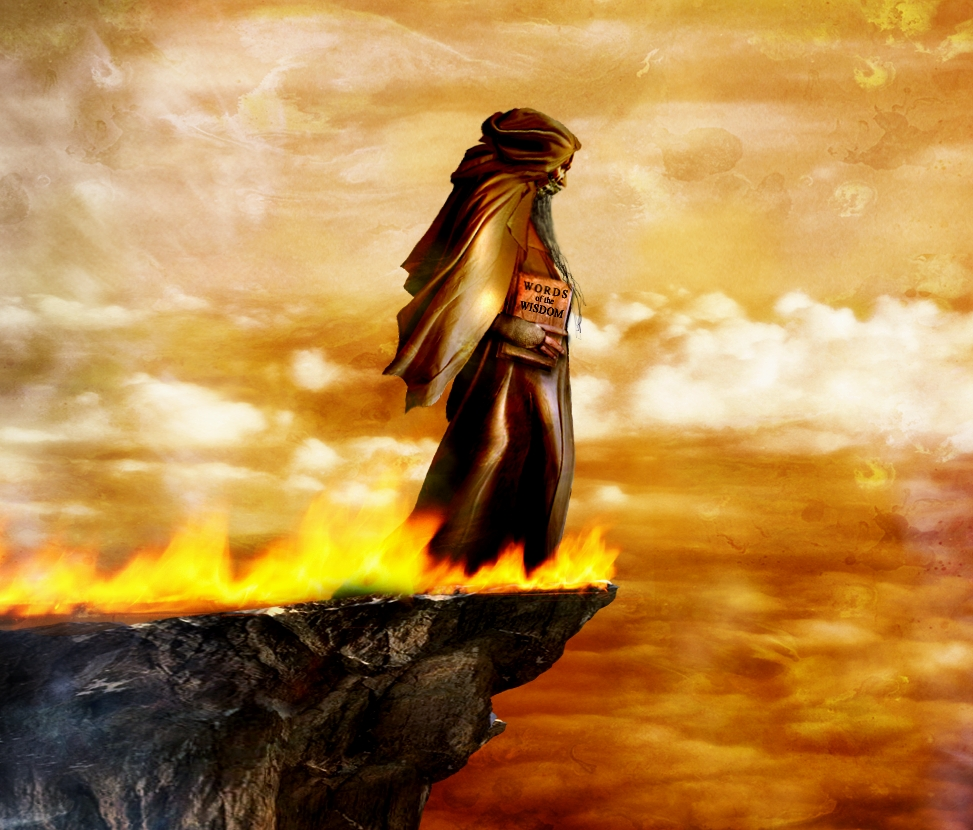
Wiseman, miután kiszabadult a vár tömlöcéből

Mivel ez volt a Wisdom zenekar bemutatkozó anyaga, az együttes nevét kapta a kislemez. A borító Havancsák Gyula, az azóta nemzetközileg is elhíresült grafikus egyik korai munkája volt. A mellékletként való megjelenés miatt a borító csak 2 oldalas lehetett. A frontoldalon egy öreg bölcs ember, Wiseman, egy vár tömlöcében kikötözve látható, a másik oldalán pedig a hűlt helye, miután sikerült elmenekülnie. A belső oldalakon a zenekar tagjai láthatók.
Wiseman ma ismert figurája is csak a borító készítése során nyerte el végleges formáját, tulajdonképpen a kislemez munkálatainak befejezésére alakult ki teljesen. Egy történet íródott az öreg bölcs ember köré, a dalok egy-egy idézetet kaptak valamely híres gondolkodó tollából, mely a mondanivalójukat egy mondatban összefoglalta, és kialakult az a koncepció, mely azóta is végigkíséri a zenekar munkásságát. Innentől vált teljesen tudatossá a későbbi zeneszerzés, szövegírás, és a zenekar irányvonala.
A lemezen egy multimédiás rész is helyet kapott, ott lehetett megismerkedni Wiseman történetével, a zenekartagokkal, és az első videóklippel is, ami a "Strain Of Madness" dalra készült.

## Wiseman története (Wisdom EP)
"Sötét és komor idők járták át a birodalom földjeit, hol nem is oly rég még az igazság és a szabadság uralma megdönthetetlennek látszott. Gonosz erők kaparintották magukhoz a hatalmat, kiknek alattomos célja volt bűbájt bocsátani az ártatlan népekre, hogy aztán kényükre-kedvükre irányíthassák őket. Kezdetben csak a csúszó-mászó, képmutató teremtmények váltak a bitorlók alattvalójává, de kitartó álnokságuk oly hatalmas lánggal égett, hogy szép lassan behódolttá vált szinte minden halandó lény.
A könyveket a sátáni erők eszközének nyilvánították, és máglyára vetették, valamint mindent elpusztítottak, ami ha csak magvaiban is, de az ősi dicső korok tudományának szellemiségét hordozta. Mindazokat pedig, akik a bölcsesség hirdetésével fel tudták volna nyitni a megbabonázott, meggyötört emberek szemét, szörnyű kínhalállal sújtották.
Eme sorsa ítéltetett egy öreg bölcs is, aki már a vesztőhelyen, láncokra verve várta végzete beteljesedését. Hogy még utolsó óráiban se hagyhassa el igaz szó ajkait, szájára vasból kovácsolt szájzárat feszítettek, melyet szörnyű átokkal erősítettek meg. Valódi nevét s hogy honnan érkezett, nem tudta senki, mindenki csak egyszerűen Wiseman-nek hívta.
Talán csoda folytán, vagy netán az Istenek akaratának megtestesüléseképp, de sikerült kiszabadulnia börtönéből és magával menekíteni a tudások-tudását tartalmazó könyvet, melynek címe Words Of Wisdom..."

## Dalok

### Fate
- FateRészlet a kislemez első dalából

Nem tudod lejátszani a fájlt?
"Men at some time are masters of their fates"
/W. SHAKESPEARE/
A "Fate" a legelsőként íródott Wisdom dal mely stílusosan a Wisdom EP nyitó száma is lett. A zenekar stílusjegyeit hordozza ez sodró lendületű nóta, holott amikor készült, még teljesen kiforratlan volt az együttes koncepciója. A dalszöveg a sors, a végzet eljöveteléről szól. 
Hosszú évekig a koncertek nyitó száma volt, és szinte mindig a műsor részét képezte. Csak a harmadik nagylemez 2013-as megjelenése után kezdett valamennyire mellőzötté válni.

### King Of Death
"Lust of power is the most flagrant of all the passions"
/TACITUS/
A "King Of Death" nagyjából a "Fate"-tel egy időben készült, középtempós tétel. Egy kegyetlen királyról szól, aki szolgasorban tartja népét. Aki nem az ő parancsai szerint cselekszik, arra halál vár, vagy örökre száműzve lesz. 
A kezdeti időkben a dobos keresése néhány feldolgozással, illetve a "Fate" és "King Of Death" dalokkal történt, ezeket adták oda a jelölteknek. Hornyák Balázs érkezéséig csak ez a két Wisdom dal létezett.

### Strain Of Madness
"All people want is someone to listen"
/HUGH ELLIOT/
A "Strain Of Madness" lett a Wisdom EP legsikeresebb dala, melyben közrejátszott, hogy a zenekar első videóklipje is erre készült 2004-ben. A Hard Rock szerű elemeket is tartalmazó nóta sokszor a koncertek záró taktusa a mai napig is. Szövege egy lassan megőrülő ember szenvedéseiről szól, ahogy próbál segítséget kérni, miközben tudja, hogy rajta már nem tud segíteni senki.
A „Strain Of Madness” zenei alapja eredetileg más hangnemben íródott, mely egy sokkal kényelmesebb fekvés volt a gitárjátékhoz, de az énekdallam így túl magasra került, ezért az egész dalt 1,5 hanggal lejjebb kellett transzponálni. Később a Judas lemez japán kiadásának bónusz dalaként, átírt szöveggel és lehangolt verzióban újra rögzítésre került, aminek következtében a gitár visszakerülhetett az eredeti fekvésébe.
2005 óta a Rockpanoráma nevű rádióműsor szignálja, mind a mai napig.

### Evil Disguise
"Beware of false prophets, which come to you in sheep's clothing, but inwardly they are ravening wolves"
/NEW TESTAMENT/
Az "Evil Disguise" már az egyik legkésőbb elkészült szám, azonban a Wisdom EP-ről mégis ezt játszották koncerteken a legkevesebb alkalommal, és kevésbé is lett sikeres, mint a többi. A szaggatott verzék a refrén nagy ívű dallamaiban csúcsosodnak ki, alátámasztva a dalszöveg mondanivalóját, mely a képmutató emberek világát kritizálja, mintha mindenki gonosz álarcot hordana.

## Fogadtatás
A Wisdom EP megjelenése a zenekart elsősorban Magyarországon, illetve a környező országok magyarlakta területein tette elismertté, és innentől már nem amatőr együttesként tartották számon. Azzal, hogy a kislemez a HammerWorld magazin mellékleteként jelent meg, több mint 15000 olvasóhoz jutott el, így rengeteg vélemény és kritika látott napvilágot. Elsősorban a dalokat és a stúdiómunkát dicsérték, illetve elismeréssel szóltak a kitalált koncepcióról is. A nagyszámú megjelenés ellenére a Wisdom EP később többször utángyártásra került.

## Lemezbemutató koncert és turné
A Wisdom EP hivatalos bemutatója 2004. július 5-én volt a svéd Europe zenekar újjáalakuló turnéjának magyarországi állomásán, a budapesti Petőfi Csarnokban. A koncerten csaknem a teljes lemezanyag elhangzott, illetve olyan dalok is, melyek csak később, az első nagylemezen jelentek meg. A lemezbemutató turnéra pedig 2005 tavaszán, az Ossian zenekar vendégeként került sor, melynek során az ország nagyvárosaiba látogattak el.

### A lemezbemutató koncerten játszott dalok
Take Our Soul / King Of Death / Wisdom / Fate / Strain Of Madness / Survivor – Eye Of The Tiger /// Masquerade

## Dallista
| 1.    | Fate              | Molnár Máté | Kovács Gábor | 4:16 |
| 2.    | King Of Death     | Molnár Máté | Kovács Gábor | 4:01 |
| 3.    | Strain Of Madness | Molnár Máté | Kovács Gábor | 4:13 |
| 4.    | Evil Disguise     | Molnár Máté | Kovács Gábor | 4:22 |
| 16:52 |                   |             |              |      |

## Közreműködők
Wisdom
- Nachladal István – ének
- Kovács Gábor – gitár, vokál
- Galambos Zsolt – gitár, vokál
- Molnár Máté – basszusgitár
- Czébely Csaba – dob

Technikai közreműködők
- Kovács Gábor – zenei rendező, vezető hangmérnök
- Littmann Tamás – hangmérnök
- Regenye Zoltán – mastering
- Schrott Péter, Szűcs Gery – vokálok
- Havancsák Gyula – borítóterv, grafika
- Tóth Gábor – zenekarfotók
- Kovács Gábor – multimédia